# Submerman
Submerman es una serie de historietas fantásticas creada por el guionista Jacques Lob y el dibujante Georges Pichard para la revista francesa Pilote entre 1967 y 1970.

## Trayectoria editorial
Parte de la serie fue recopilada en tres álbumes:
| Fecha   | Título                    | Editorial |
| ------- | ------------------------- | --------- |
| 01/1976 | Submerman                 | Glénat    |
| 02/1978 | Les peuples de la mer     | Glénat    |
| 07/1979 | Les mémoires de Submerman | Dargaud   |

Sólo algunas historietas breves se han publicado en castellano. La revista "Gran Pulgarcito", con el título de Submerian:
- La infancia de Submerian (Gran Pulgarcito n.º. 25, 14/07/1969).
- Una aventura esponjosa (Gran Pulgarcito n.º. 41, 3/11/1969).
- El periplo de las aguas tranquilas (Gran Pulgarcito n.º 56, 16/02/1970).